# Docodesmus brodzinskyi
Docodesmus brodzinskyi är en mångfotingart som beskrevs av Shear 1981. Docodesmus brodzinskyi ingår i släktet Docodesmus och familjen fingerdubbelfotingar. Inga underarter finns listade i Catalogue of Life.